# Chi Trương hôi
Chi Trương hôi hay chi Đe chu (danh pháp khoa học: Tapiscia) là một chi thực vật có hoa thuộc họ Tapisciaceae. Một số học giả chỉ công nhận một loài, Tapiscia sinensis. Một số khác công nhận hai loài là T. sinensis và T. yunnanensis.